# Douglas Henshall

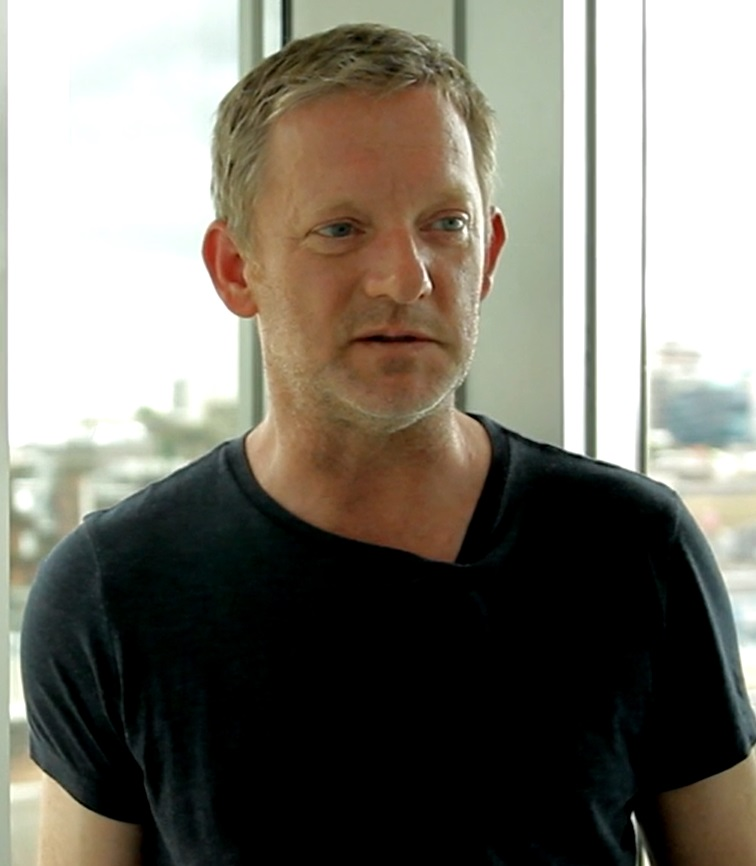
Douglas Henshall, 2015

Douglas James Henshall (* 19. November 1965 in Barrhead, Schottland) ist ein britischer Schauspieler.

## Leben
Henshall wuchs in Barrhead auf und besuchte dort die Barrhead High School. Bereits während der Schulzeit spielte er Theater am Scottish Youth Theatre in Glasgow. Nach seiner Schulzeit zog er nach London und studierte an der Mountview Theatre School. Während seiner Zeit in London erhielt er von den Kritikern Beifall für seine Theaterarbeit, speziell für Life of Stuff im Donmar Warehouse (1993) und American Buffalo im Young Vic (1997). Danach kehrte er zurück nach Glasgow, um der 7:84 Theater Company beizutreten.
Douglas Henshall, manchmal auch Dougie Henshall genannt, spielte seine bekannteste Rolle in der Fernsehserie Primeval – Rückkehr der Urzeitmonster, die er jedoch in der dritten Folge der dritten Staffel verließ, da er sich für seine berufliche Weiterentwicklung nach 2½ Jahren Drehzeit auf neue Herausforderungen konzentrieren wollte.
Eine seiner ersten erfolgreichen Filmrollen war als Edgar in Engel und Insekten (1995), danach spielte er unter anderem in Orphans (1997), Lieber gestern als nie ... (1998) und Lawless Heart (2001). Außerdem spielte er in einigen Mini-Fernsehserien wie Psychos (1999), Kid in the Corner (1999) und Loving You (2003).
Im Jahr 2009 war er in dem Film Das Bildnis des Dorian Gray in der Rolle des Alan Campbell zu sehen.
2015 spielte er in der Fernsehserie Outlander die Nebenrolle des Taran MacQuarrie, den Anführer der Truppe, die sich The Watch nennt. Von 2014 bis 2022 stellte er, in der Hauptrolle des Jimmy Perez, einen Kriminalermittler in der Serie Mord auf Shetland dar.
Seit 2010 ist er mit der kroatischen Schriftstellerin Tena Štivičić verheiratet. Das Paar hat seit 2016 eine Tochter.

## Filmografie (Auswahl)
- 1992: Van der Valk (Fernsehserie)
- 1993: Lippenstift am Kragen (Lipstick on Your Collar)
- 1993: Die Abenteuer des jungen Indiana Jones (The Young Indiana Jones Chronicles) (Fernsehserie)
- 1995: Engel und Insekten (Angels & Insects)
- 1997: Kull, der Eroberer (Kull the Conqueror)
- 1998: Lieber gestern als nie … (The Man with Rain in His Shoes)
- 2003: It’s All About Love
- 2005: Ripley Under Ground
- 2007–2009: Primeval – Rückkehr der Urzeitmonster (Primeval)
- 2009: Das Bildnis des Dorian Gray (Dorian Gray)
- 2013–2022: Mord auf Shetland (Shetland) (Fernsehserie, 38 Folgen)
- 2011: Lewis – Der Oxford Krimi (Lewis) (Fernsehserie)
- 2011: Der Adler der neunten Legion (The Eagle)
- 2014: The Salvation – Spur der Vergeltung (The Salvation)
- 2015: Outlander (Fernsehserie, 4 Folgen)
- 2023: Who is Erin Carter? (Fernsehserie)